# Streptocarpus leandrii
Streptocarpus leandrii är en tvåhjärtbladig växtart som beskrevs av Jean-Henri Humbert och Brian Laurence Burtt. Streptocarpus leandrii ingår i släktet Streptocarpus och familjen Gesneriaceae.

## Underarter
Arten delas in i följande underarter:
- S. l. leandrii
- S. l. robustus